# Irene Lieblich
Irene Lieblich (ur. 20 kwietnia 1923 w Zamościu, zm. 28 grudnia 2008 w Miami, Floryda, Stany Zjednoczone) – amerykańska malarka i ilustratorka pochodząca z rodziny polskich Żydów.

## Życiorys
Urodziła się jako Irena Wechter, córka lekarza Leona i Chany z domu Brondwajn. Jej jedyny brat Natan zginął podczas Holokaustu, Irena nie wspominała jak przeżyła czas II wojny światowej. W 1945 znalazła się w zachodnich Niemczech, poznała tam Jakoba Lieblicha, którego poślubiła, a następnie urodził im się syn Natan. W 1952 wyjechali do Stanów Zjednoczonych, gdzie rok później urodziła się ich córka Mahli. W 1955 przeprowadzili się do Nowego Jorku, zamieszkali na Brooklynie. W drugiej połowie lat 60. Irena zaczęła pisać wiersze, które publikowano na łamach „Jewish Daily Forward”. W 1971 mając 48 lat zainteresowała się malarstwem, ukończyła kurs malarstwa zorganizowany przez Brooklyn Museum, a następnie zaczęła tworzyć i wystawiać prace w nowojorskich galeriach. W 1972 zajęła pierwsze miejsce w konkursie malarstwa podczas Festiwalu Artystycznego w Farband, rok później podczas wystawy organizowanej przez Artist Equity jej prace zobaczył późniejszy laureat Nagrody Nobla Isaac Bashevis Singer. Wystawione prace Ireny Lieblich spodobały mu się tak bardzo, że zaproponował swojemu wydawcy aby stworzyła ilustracje do bajki dla dzieci Baśń o trzech życzeniach (A Tale of Three Wish). Książka ukazała się w 1976, cztery lata później wydano ilustrowane przez Irenę Moc Światła: osiem opowieści chanukowych (The Power of Light – Eight Stories for Hanukkah). Stworzyła serię miniatur, które w formie kartek z życzeniami opublikowała Liga Kobiet działająca w ramach Syjonistycznej Organizacji Ameryki. W 1980 przeprowadziła się do Miami Beach, gdzie kontynuowała tworzenie obrazów o tematyce żydowskiej. W 1995 jej prace uczestniczyły w wystawie „Living Memories”, która miała miejsce w Fontainebleau Miami Beach i towarzyszyła Światowemu Zjazdowi Ocalałych w Holokauście. W 2004 wystawiała prace z okazji setnej rocznicy urodzin Izaaka Bashevisa Singera w National Yiddish Book Center w Amherst, Massachusetts, która stanowiła część obchodów organizowanych przez Sztetl Museum w Riszon le-Cijjon w Izraelu uroczystości zatytułowanych „Świat Izaaka Bashevisa Singera”. Jedna z jej prac została wydana w formie okazjonalnego plakatu, który stanowił pamiątkę z tej wystawy.